# Криштопенко Володимир Васильович
Володимир Васильович Криштопенко (12 вересня 1930, Сєнно — 20 листопада 2004, Одеса) — український художник, письменник і педагог. Чоловік художниці Людили Фурдигайло.

## Біографія
Народився 12 вересня 1930 року в місті Сєнному (нині Вітебська область, Білорусь). 1952 року закінчив Одеський університет; у 1957 році — Одеське художнє училище, де навчався, зокрема, у Мойсея Муцельмахера.
Протягом 1957—1967 та 1981—1983 років був науковим співробітником Одеського художнього музею; у 1967—1990 роках викладав у Одеському художньому училищі. Серед учнів: Світлана Амоскіна, Алла Крикун, Любов Миленька, Віктор Цапко. Помер в Одесі 20 листопада 2004 року.

## Творчість
Працював у галузі станкового живопису, графіки. Створював переважно пейзажі, натюрморти. Серед робіт:
живопис
- «Хризантеми» (1958);
- «Озеро у Балті» (1959);
- «Материнство» (1962);
- «Крани в Батумі» (1968);
- «У нашій кімнаті» (1968);
- «Натюрморт» (1970; 2003);
- «Композиція з чорним» (1976);
- «Береги Черемошу» (1978);
- «Біля лиману» (1979);
- «Бузковий туман» (1981);
- «Ранок у лісі» (1983);
- «Квітучі каштани» (1984);
- «Три дерева» (1989);
- «Дорога під гору» (1993);
- «Біля дзеркала» (1999);
- «Автопортрет» (2002);
- «Букет» (2004).

- серія «Лубочні картинки» (1968—1970).

Брав участь у республіканьких, всесоюзних і міжнародних мистецьких виставках з 1959 року. Персональні виставки відбулися в Одесі у 1960, 1972–1973, 1978, 1983, 1999, 2000, 2004, 2007 (посмертна) роках.
Протягом 1971–1990 років підготував вісім альбомів з ілюстраціями, власними віршами та прозою філоського змісту. Автор збірки «Поэзия» (Одеса, 2006). 
Деякі картини художника зберігаються в Одесському художньому музеї, Музеї образотворчих мистецтв імені Олександра Білого у Чорноморську.